# Dictionnaire de rimes

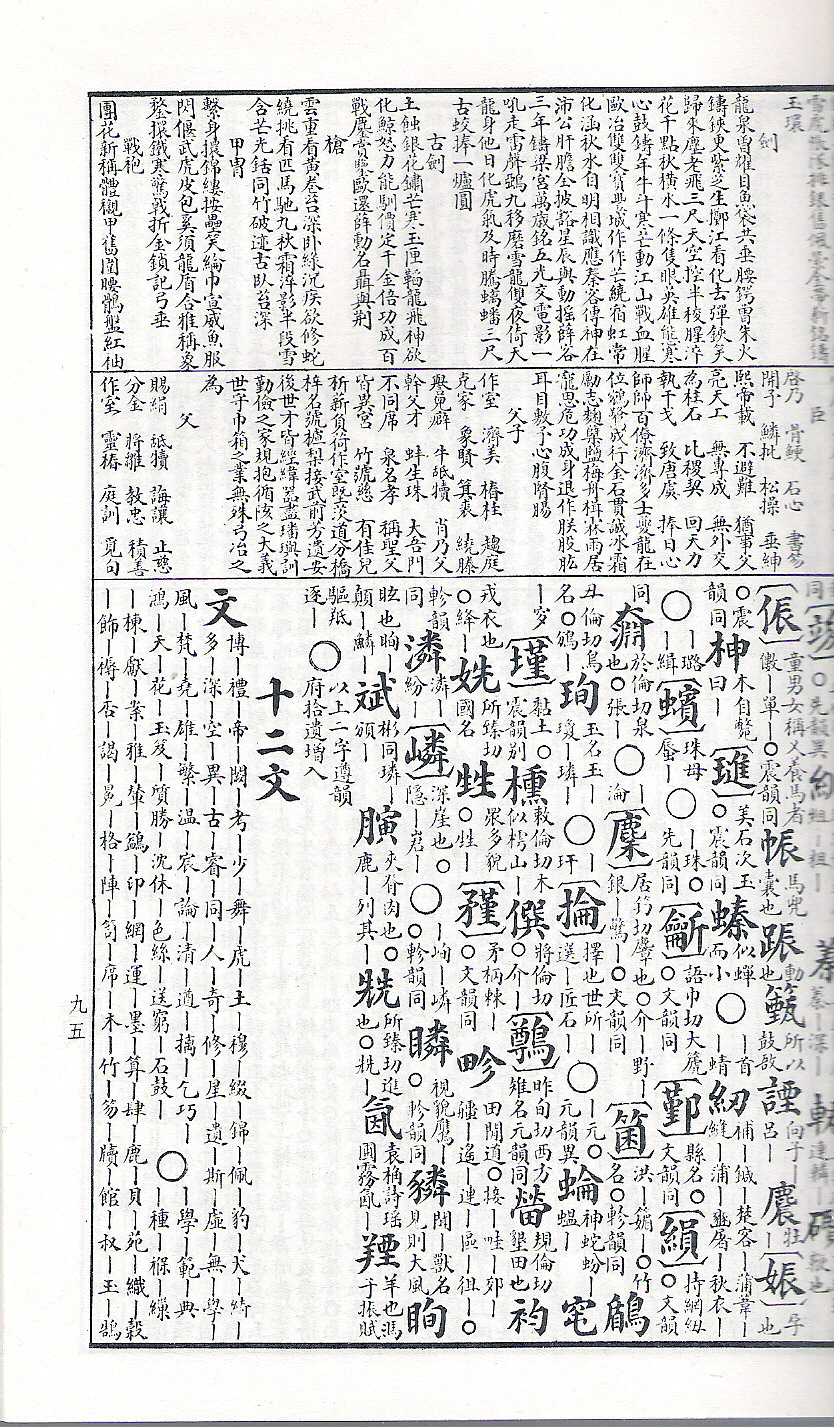
Une page du Shiyun Hebi (詩韻合璧), un dictionnaire de rimes chinois datant de la Dynastie Qing.

Un dictionnaire de rimes est un type de dictionnaire spécialisé, ayant pour but de faciliter l'écriture de rimes en permettant au poète de trouver facilement des mots dont les sonorités finales s'accordent. Typiquement, ce genre d'ouvrage ne donne pas la définition des termes proposés, qui est à rechercher, si besoin, dans un dictionnaire traditionnel.

## En chinois
Les Sortes de sons de Li Deng, datant de la dynastie Wei (220-265) et aujourd'hui perdu, est le premier dictionnaire chinois à adopter une classification par sons. Le Guangyun de Sun Mian date de 751. Il donne la prononciation en vigueur sous les Tang, ce qui est resté d'usage pour les rimes dans les poèmes réguliers et aux examens impériaux. Sous les Yuan et les Ming, la prononciation officielle était celle du Nord, ce qui était utilisée notamment dans le qu. Le principal dictionnaire qui donne cette prononciation est le Hongwu sheng zheng ji (Prononciation correcte de l'ère Hongwu), publié en 1375, sous la direction de Song Lian.
Le Dictionnaire de l'empereur Kangxi de 1716 donne à la fois la prononciation du Nord et les rimes classiques des Tang.

## En français

### Exemples de classement
Dans La rime pratique, le linguiste Yves-Ferdinand Bouvier présente près de 80 000 mots et expressions selon un classement intuitif basé sur la géographie de l’articulation des voyelles. Il regroupe ainsi les mots dont la terminaison se prononce de manière identique, quelles que soient leur orthographe et leur origine. 
Dans le Dictionnaire des rimes et assonances d'Armel Louis, le classement phonétique général est le suivant : a / an / è / é / eu / eû / i / in / o / ô / on / ou / u. Pour trouver par exemple ce qui rime avec Voltaire, on se base sur le dernier son vocalique du terme pour lequel on cherche une rime (ici, è). Le classement suit alors un ordre « alpha-phonétique » : è (où l'on trouve mauvais, duvet...) / èbe-eb (éphèbe, Célèbes, Bab-el-Mandeb...) / èble (faible...) pour arriver ainsi à er-ère.
Le parti-pris de regrouper rimes masculines et féminines (Voltaire rime aussi avec superwelter) laisse dans ce cas à l'utilisateur le soin de choisir la rime masculine ou féminine qui lui convient le mieux.
Dans les dictionnaires plus anciens ou plus traditionnels (tels que le Dictionnaire méthodique et pratique des rimes françaises de Ph. Martinon, Larousse, 1915), les rimes masculines et féminines sont bien séparées.

### Options
Parmi les options qui dépendent de chaque dictionnaire, on peut signaler (au moins pour les dictionnaires francophones) :
- la prise en compte ou non des noms propres, et les principes de choix des noms retenus
- la distinction (par la typographie ou le rejet en note) entre termes courants, ou considérés comme pertinents en poésie, et les termes plus rares ou spécifiques
- l'incorporation ou non des formes verbales et des féminins des substantifs et adjectifs ; ainsi Warnant signale simplement ces formes en note, de manière générale
- l'ajout ou non de précisions sur la nature grammaticale, le domaine ou le registre de langue des termes mentionnés
- l'ajout ou non de citations...

La plupart de ces dictionnaires incluent par ailleurs en tête un rappel des formes et des règles poétiques françaises.

### Quelques dictionnaires de rimes en français
- La rime pratique par Yves-Ferdinand Bouvier, éd. Campioni, 2010  (ISBN 978-2-9536-3650-5) ;
- Dictionnaire des rimes et assonances, par Armel Louis, éd. Le Robert, 1997  (ISBN 2-85036-300-6), rééd. 2006  (ISBN 2-84902-315-9) ;
- Dictionnaire des rimes orales et écrites, par Léon Warnant, éd. Larousse, 1973 ;
- Dictionnaire de rimes, précédé d'un petit traité de versification française, par Paul Desfeuilles, éd. Garnier Frères, 1.e édition 1925, rééd. 1933, 1950, 1961, 1977, nouvelle édition par Pierre Desfeuilles 1986 ;
- Grand dictionnaire des rimes françaises, par Ferdinand Morandini d'Eccatage, éd. Auguste Ghio, 1886 [lire en ligne] ;
- Petit dictionnaire des rimes françaises, par Édouard Sommer, éd. Hachette, 1850 ;
- Dictionnaire de rimes et de poésie, par Pierre Norma ;
- Dictionnaire de rimes, avec un traité complet de versification, édition revue, corrigée, augmentée et mise dans un nouvel ordre par l'Abbé Berthelin, Chanoine de Doué, par César-Pierre Richelet, chez Charles-Nicolas Poirion, 1751 ;
- Le Grand Dictionnaire des rimes françoises selon l'ordre alphabétique, par Odet (ou Pierre) de La Noue, éditions M. Berjon, 1623 ;
- Dictionnaire des Rimes (classées d'après l'ordre alphabétique inverse et précédé d'un Traité de Versification Française), par Louis Cayotte, éditions Librairie Hachette - cinquième édition - Paris 1921.